# Camellia rosmannii
Camellia rosmannii là một loài thực vật có hoa trong họ Theaceae. Loài này được Ninh mô tả khoa học đầu tiên năm 1998.